# Хорове дихання
Хорове дихання — це один з вихідних моментів хорового співу, без засвоєння найважливіших елементів якого останній стає неможливим. Існує декілька засобів дихання. Найкращім із них слід вважати змішане (грудо-черевне), при якому грудна клітка розширюється вперед. По суті воно природне, але більш активне та глибоке.
Акт дихання відбувається несвідомо і у такій послідовності:
- 1) вдих
- 2) видих
- 3) відпочинок

Організація дихання для співу полягає в тому, щоб одержавши запас повітря, утримати його і потім економно й рівномірно випускати. Тому процес організованого дихання проходить інакше:
- 1) — вдих
- 2) — зупинка
- 3) — видих

Хористи повинні навчитися робити вдих легко, безшумно, не піднімаючи плечей і розширюючи нижню частину грудної клітки, відчувати скорочення м'язів черевного пресу. Питання як треба брати дихання під час співу — через рот та ніс водночас, або тільки через ніс — вирішує сама практика. Найзручнішим є вдих через ніс і рот, але в початковій стадії навчання рекомендується виконувати це тільки через ніс, оскільки в такому випадку більш чітко відчувається організована участь м'язів черевного преса, виробляється певна манера дихання.
Під час співу гортань повинна бути в спокійному, стійкому положенні, а для низьких голосів — у трохи зниженому стані. Встановленню такого положення якраз і сприяє взяття дихання через ніс. Однак поступово слід привчати учасників хору користуватися вдихом через ніс і рот одночасно. Справа в тому, що у слизовій оболонці носової порожнини є спеціальні рецептори, які сприймають подразнення від руху повітря, при напіввідкритому роті, це спричиняється до глибокого ритмічного дихання.
Тривалість вдиху визначається, як правило, тривалістю однієї долі такту, він може бути коротким, швидким, або повільним — більш тривалим, плавним але завжди активним, в залежності від темпу та характеру твору.
Залишки повітря що видихається, а також його нестача однаково шкідливі для співаків, бо впливають на якість звуку та чистоту інтонації. Майже в усіх випадках фальшиве, занижене звучання хору є наслідком слабкого дихання, а підвищене — навпаки — напруженого, форсованого. Зупинка після вдиху потрібна як підготовка до організованого, рівномірного видиху, на якому будується спів. Тому видих у процесі співу є головним моментом. Він має бути спокійним, виводити запас повітря до кінця, без насильного виштовхування.
У практичній роботі доводиться зустрічатися із трьома видами дихання:
- 1) повне дихання перед початком співу або на паузах;
- 2) напівдихання — дихання, яким користуються між музичними фразами, де немає пауз;
- 3) ланцюгове дихання, яке можливе тільки у хорі.

Суть ланцюгового дихання в тому, що при виконанні звуку дихання поновлюється хористами в різний час, безшумно, швидко, непомітно, створюючи ефект безперервного звучання музики.
У хорі можуть застосовуватися й інші засоби дихання. Так віртуозні твори на глибокому диханні співати неможливо. У даному разі більш зручним є коротке, грудне, поверхове дихання. Кількості повітря, що вбирається під час вдиху цілком достатньо для співу. Слід сказати що співацьке дихання завжди мішане, ізольованих його типів не існує. У співі беруть участь всі дихальні м'язи. Надприродно розвивати у співаків лише діафрагматичний, або черевний тип дихання. Правильно поставлена систематична робота над диханням, дає відмінні результати. Якщо учасники колективу добре оволоділи принципами співацького дихання, то хорова звучність буде високоякісною, вирізнятиметься рівністю.